# 22 U.N. Fighter Squadron
22. U.N. Fighter Squadron eller F 22 Kongo var en flygdivision inom FN:s fredsbevarande styrkor i Kongo som verkade i olika former åren 1961–1963. Förbandsledningen var förlagd i Luluabourg (idag Kananga), Kasaï Central, Kongo-Kinshasa.

## Bakgrund
Kongo blev självständigt 30 juni 1960 och redan samma dag utbröt oroligheter inom landet. Provinsen Katanga ville bryta sig ur den nya staten och bilda en egen nation under ledning av Moise Tshombe. Efter en förfrågan från Kongos regering till FN sattes polistrupper in i landet för att återställa ordningen. Katanganesiska flygvapnet bestående av ett tiotal propellerflygplan och tre tvåsitsiga jetskolflygplan (Fouga Magister varav bara ett var operativt) med kulsprutor upplevdes som ett hot av marktrupperna. Efter en begäran från FN 23 september 1961 beslöt svenska regeringen att en mindre grupp J 29 skulle ställas till U.N. Fighter Wings förfogande. Flyggruppen, vilken fick det inofficiella namnet F 22 Kongo, fick i uppgift att ge FN:s marktrupper Kongo flygunderstöd genom jakt, attack och spaningsuppgifter.
Den 30 september 1961 startade fem flygplan av typen J 29B från Svea flygflottilj (F 8) för att transportflyga till flygplatsen N'Djili i Léopoldville 12 000 km söderöver, dit de anlände den 4 oktober. En vecka efter ankomsten ombaserade de till Luluabourg i provinsen Kasaï. Den första tiden var lugn, men den 29 oktober sköts ett FN-transportflygplan ner och 30 minuter senare var den svenska kontingenten ute på patrullflygning längs gränsen mot Katanga, mest för att visa en styrkedemonstration. Den 6 december 1961 genomfördes de första attackuppdragen mot flygbaserna Kolwezi och Jadotville i Katanga av de svenska J 29 och sex indiska Canberra. År 1962 lämnade den indiska gruppen och de fyra etiopiska F-86 flottiljen och resurserna vid F 22 behövde förstärkas, därför tillfördes ytterligare fyra J 29 och två S 29. I slutet på december 1962 var striderna som häftigast, F 22 gav framför allt markunderstöd och genomförde raketanfall mot bland annat flygplatser i städerna Kolwezi och Jadotville och en radiostation i Elisabethville.
Den 21 januari 1963 intogs Katangas huvudort Elisabethville och striderna för F 22 var i praktiken över. Men F 22 kom att vara kvar ytterligare ett år tillsammans med en iransk och en filippinsk grupp med F-86 Sabre. När flottiljen upplöstes i april 1963 flög två J 29 och två S 29 hem till Sverige. Resterande flygplan sprängdes på plats, eftersom kostnaden att flyga hem dem ansågs för dyr, då de inte ansågs behövas för den svenska krigsorganisationen.
Överste Sven Lampell som var flottiljchef stod inför många problem som operativ chef. I hela Kongo som är cirka fem och en halv gånger större än Sverige fanns bara tio flygfält som kunde användas av J 29. Ingen meteorolog fanns och ingen väderlekstjänst fungerade och de tropiska skyfallen med åska och molnbildningar bildades snabbt. För att lösa luftbevakningen var de hänvisade till två DC-3:or. Vid sidan av F 22 medverkade svenskar även i UN Light Aircraft Squadron.

## Materiel vid förbandet
För identifiering var flygplanen istället för nationalitetsbeteckningar försedda med texten UN (alternativt ONU, vilket är den franskspråkiga förkortningen för FN) på vit botten.
| J 29B - 29440, Vit G. 4/10 61-10/5 62. Kasserad efter haveri, Kamina 620316. - 29374, Vit D. 4/10 61-23/3 63. Kasserad efter haveri, Kamina 630323. - 29398, Vit F. 4/10 61-20/4 63. Bevarad Flygvapenmuseum. - 29393, Vit E. 4/10 61-19/8 63. - 29475, Vit J. 4/10 61-23/3 63. - 29371, Vit C. 31/12 62-20/4 63. - 29364, Vit G. 23/12 62-19/8 63. - 29445, Vit H. 23/12 62-19/8 63. - 29365, Vit I. 31/12 62-19/8 63. | S 29C - 29944, Vit A. 10/11 62-20/4 63 - 29906, Vit B. 10/11 62-20/4 63 |

## Förbandschefer
Åren 1961–1963 tjänstgjorde nedan personer som chefer vid förbandet.
| Flygchefer - 1961–1962: Sven Lampell - 1962–1963: Dick Stenberg | Flottiljchefer - 1961–1962: Kapten Sven-Erik Everstål - 1962–1962: Kapten Lars Hansson - 1962–1963: Kapten Bengt Flodén - 1963–1963: Kapten Georg Palmquist |

## Namn, beteckning och förläggningsort
| 22. flygflottiljen        | 1961-09-23 | – | 1963-04-?? |
| 22. U.N. Fighter Squadron | 1961-09-23 | – | 1963-04-?? |

| F 22 | 1961-09-23 | – | 1963-04-?? |

| Leopoldville (F) | 1961-10-04 | – | 1961-10-?? |
| Luluabourg (F)   | 1961-10-?? | – | 1962-03-?? |

## Galleri

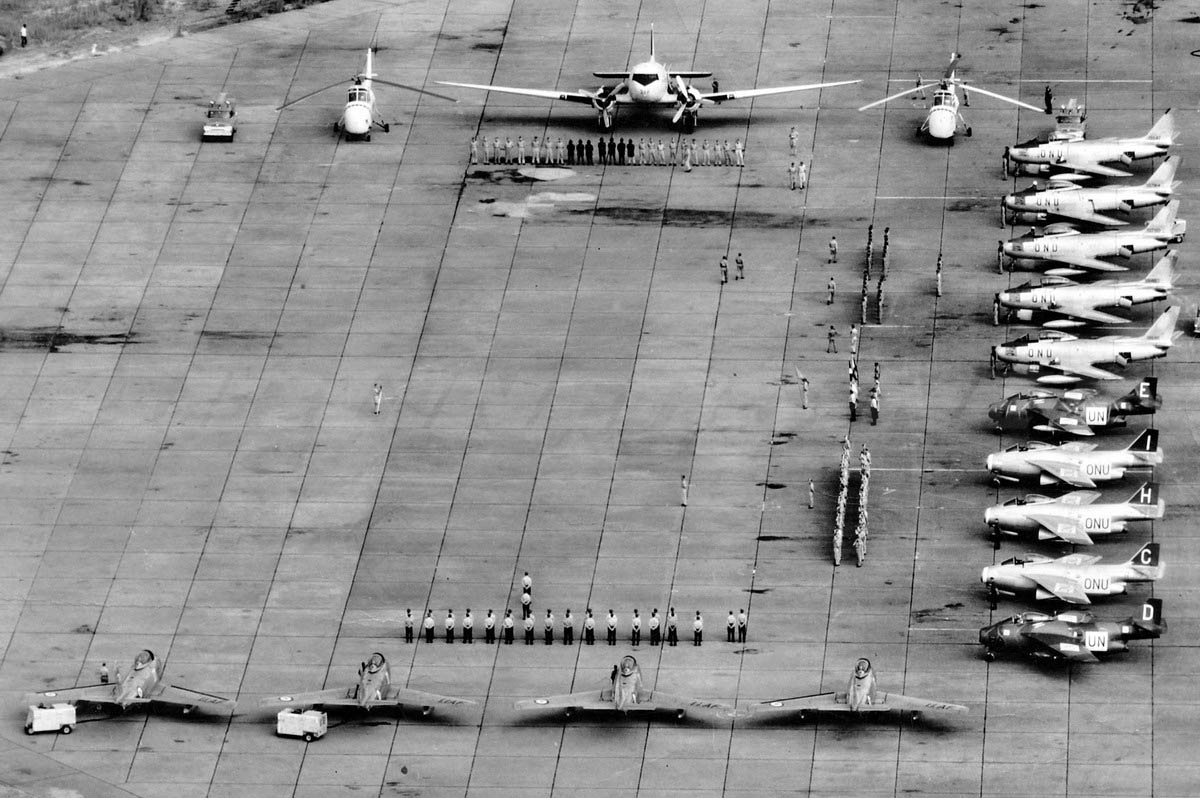
Fyra F-86F från Irans flygvapen nederst i bild, till höger fem F-86F från filippinska flygvapnet och fem J 29 Tunnan.
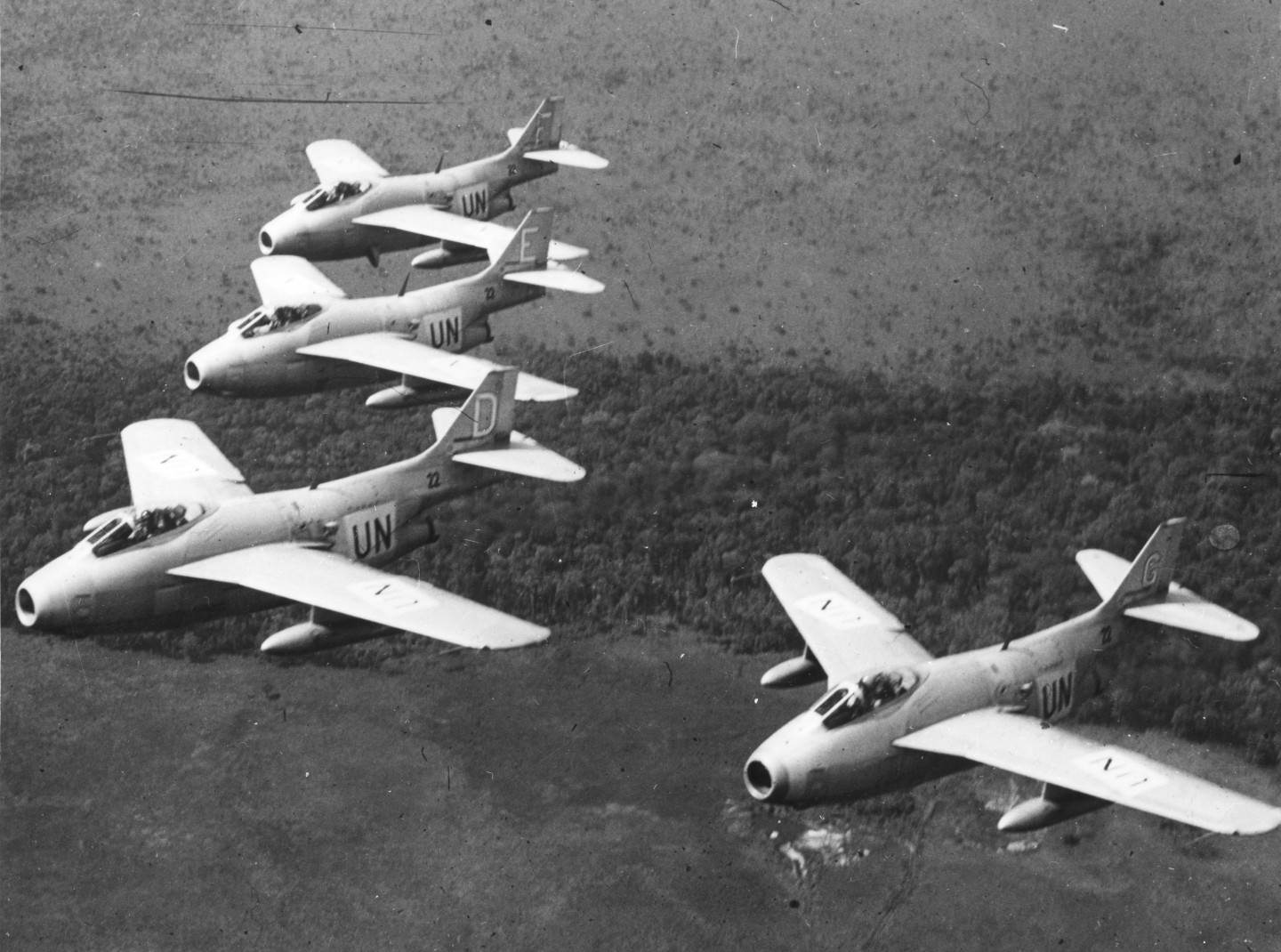
Fyra J 29 Tunnan över Kongo.
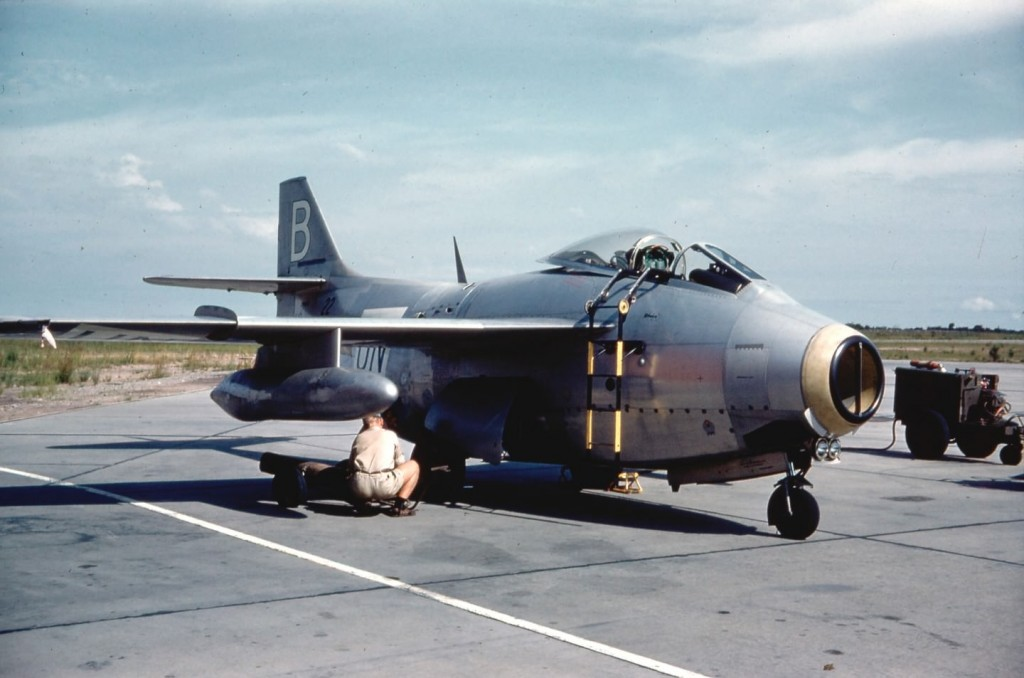
En S 29 Tunnan görs klar inför uppdrag.
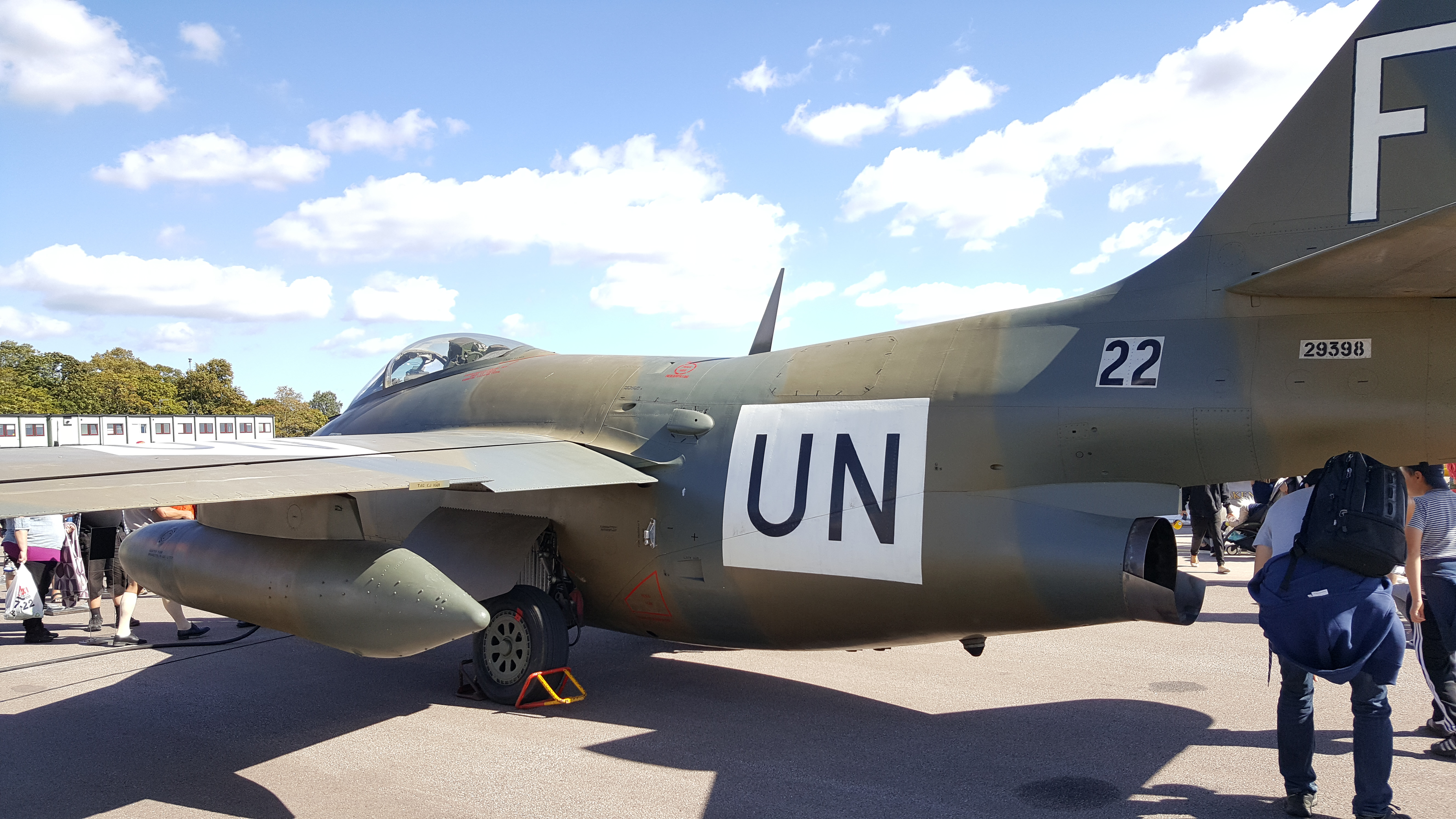
Individ 29398 som utställningsobjekt